# Plessis-Saint-Jean
Plessis-Saint-Jean is een gemeente in het Franse departement Yonne (regio Bourgogne-Franche-Comté) en telt 186 inwoners (1999). De plaats maakt deel uit van het arrondissement Sens.

## Geografie
De oppervlakte van Plessis-Saint-Jean bedraagt 10,8 km², de bevolkingsdichtheid is 17,2 inwoners per km².
De onderstaande kaart toont de ligging van Plessis-Saint-Jean met de belangrijkste infrastructuur en aangrenzende gemeenten.

## Demografie
Onderstaande figuur toont het verloop van het inwonertal (bron: INSEE-tellingen).